# Unité urbaine de Mont-de-Marsan
L'unité urbaine de Mont-de-Marsan est une unité urbaine française centrée sur la ville de Mont-de-Marsan, préfecture du département des Landes au cœur de la 2e agglomération urbaine du département.

## Données globales
En 2010, selon l'Insee, l'unité urbaine de Mont-de-Marsan est composée de deux communes, toutes deux situées dans l'arrondissement de Mont-de-Marsan, subdivision administrative du département des Landes.
Avec 39 367 habitants, elle constitue la deuxième unité urbaine des Landes en 2016, après celle de Dax, bien qu'elle en soit la préfecture.
Dans la région Aquitaine où elle se situe, elle occupe le dixième rang en 2009 après l'unité urbaine de Dax (9e rang régional) et avant l'unité urbaine de Libourne (11e rang régional).
L'unité urbaine de Mont-de-Marsan représente le pôle urbain de l'aire urbaine de Mont-de-Marsan.

## Délimitation de l'unité urbaine de 2010
En 2010, l'Insee a procédé à une révision des délimitations des unités urbaines  de la France ; celle de Mont-de-Marsan est demeurée inchangée étant composée de deux communes urbaines comme lors du recensement de 1999.
Liste des communes appartenant à l'unité urbaine de Mont-de-Marsan selon la nouvelle délimitation de 2010 et sa population municipale en 2016 (liste établie par ordre alphabétique).
| Nom                  | Code Insee | Statut | Superficie (km2) | Population (dernière pop. légale) | Densité (hab./km2) |
| -------------------- | ---------- | ------ | ---------------- | --------------------------------- | ------------------ |
| Mont-de-Marsan       | 40192      |        | 36,88            | 31 455 (2022)                     | 853                |
| Saint-Pierre-du-Mont | 40281      |        | 26,25            | 9 996 (2022)                      | 381                |

## Évolution démographique
L'évolution démographique ci-dessous concerne l'unité urbaine de Mont-de-Marsan délimitée selon le périmètre de 2010.
L'unité urbaine de Mont-de-Marsan enregistre une évolution démographique nettement positive et ininterrompue dans la période allant de 1968 à 2009. 
| 1968   | 1975   | 1982   | 1990   | 1999   | 2009   | 2011   | 2012   | 2013   |
| ------ | ------ | ------ | ------ | ------ | ------ | ------ | ------ | ------ |
| 28 749 | 32 270 | 33 616 | 35 403 | 36 715 | 39 325 | 40 269 | 40 243 | 40 671 |

| 2015   | 2016   | 2018   | 2020   | 2021   | - | - | - | - |
| ------ | ------ | ------ | ------ | ------ | - | - | - | - |
| 40 141 | 39 367 | 39 308 | 39 679 | 40 545 | - | - | - | - |

Histogramme

(élaboration graphique par Wikipédia)

### Articles externes
- L'unité urbaine de Mont-de-Marsan sur le splaf Landes
- Composition communale de l'unité urbaine de Mont-de-Marsan selon le nouveau zonage de 2010
- Données statistiques de l'INSEE sur l'unité urbaine de Mont-de-Marsan en 2009 (document pdf)